# Plateremaeus latus
Plateremaeus latus är en kvalsterart som beskrevs av P. Balogh 1988. Plateremaeus latus ingår i släktet Plateremaeus och familjen Plateremaeidae. Inga underarter finns listade i Catalogue of Life.